# Situation des personnes LGBT à Aceh

Les personnes lesbiennes, gays, bisexuelles et transgenres (LGBT) d'Aceh sont confrontées à de graves défis et à des préjugés que ne connaissent pas les résidents non LGBT,. 
L'homosexualité est illégale en vertu de la charia et depuis 2014, au moins six hommes ont été publiquement fouettés pour avoir eu des relations sexuelles homosexuelles, dont deux hommes qui ont reçu 77 coups de fouet en 2021,. 
En 2015, deux femmes musulmanes ont été réhabilitées pour s'être embrassées en public à Banda Aceh. Un responsable de la police a déclaré aux journalistes qu'ils « soupçonnaient que les femmes étaient lesbiennes ».

## Identité et expression de genre
Bien que le Qanun Jinayat n’interdise pas explicitement d’être transgenre, les femmes transgenres ont été prises pour cible par la police à plusieurs reprises. 
En 2017, 7 femmes transgenres de Banda Aceh ont été arrêtées et réprimandées pour « mauvaise moralité ».
En 2018, 12 femmes transgenres de la régence d'Kabupaten d'Aceh du Nord ont été arrêtées sous le commandement d'Untung Sangaji. Le groupe a été déshabillé et forcé à être « habillé en homme », tandis que le salon où elles travaillaient était fermé. Cet acte a été condamné par la Commission nationale des droits de l'homme, dont le commissaire à l'éducation et au conseil, Beka Ulung Hapsara, a déclaré qu'il s'agissait d'actes portant atteinte à la dignité humaine et contraires à la réglementation.

## Vouir assi
- Droits LGBT en Indonésie